# Ямполівка
Я́мполівка — село в Україні, в Лиманській міській громаді Краматорського району Донецької області. Всі жителі Ямполівки евакуювалися або виїхали самостійно. Остання людина, яка відмовилася від евакуації, загинула від обстрілу на вулиці в середині березня.
Неподалік від села розташований ландшафтний заказник місцевого значення Ямпольський.
Звільнене від окупації росіянами 2 жовтня 2022 
У селі діє церква Різдва Божої Матері.